# Schikorr-Reaktion
Die Schikorr-Reaktion beschreibt formal die Umwandlung von Eisen(II)-hydroxid in Eisen(II,III)-oxid (Magnetit).
Unter anaeroben Bedingungen kann Eisenhydroxid durch Wasser oxidiert werden unter Bildung von Magnetit und molekularem Wasserstoff. Dieser Prozess ist durch die Schikorr-Reaktion gegeben, die erstmals von Gerhard Schikorr (* 16. November 1901), einem deutschen Spezialisten für Eisenkorrosion, in seinen frühen Arbeiten (1928–1933) über Eisen(II)- und Eisen(III)-hydroxide untersucht wurde.
{\displaystyle {\ce {3Fe(OH)2 -> Fe3O4 + H2 + 2H2O}}}
Das kristallisierte Magnetit ist thermodynamisch stabiler als das Eisenhydroxid.
Die Schikorr-Reaktion ist wichtig für das Verständnis einiger Korrosionsprozesse, wie der Wasserstoffversprödung.